# Quinto Quíncio Cincinato (tribuno consular em 369 a.C.)
Quinto Quíncio Cincinato (em latim: Quintus Quinctius Cincinnatus) foi um político da gente Quíncia da República Romana, eleito tribuno consular em 369 a.C..

## Tribunato consular (369 a.C.)
Em 369 a.C., foi eleito tribuno com Quinto Servílio Fidenato, Aulo Cornélio Cosso, Marco Cornélio Maluginense, Marco Fábio Ambusto e Caio Vetúrio Crasso Cicurino.
Os romanos tentaram mais uma vez cercar Velécia, mas, como no ano anterior, os adversários conseguiram resistir.
Enquanto isto, na capital, os tribunos da plebe Caio Licínio Calvo Estolão e Lúcio Sêxtio Laterano continuavam a levar adianta suas propostas de lei favoráveis à plebe e os patrícios começavam a perder o controle dos demais tribunos, que vinham conseguindo bloquear a iniciativa de Licínio e Sêstio.
| “ | E ninguém podia se sentir satisfeito com o fato de os plebeus serem aceitos em eleições consulares: nenhum deles poderia conseguir a nomeação até que se estabelecesse em lei que um dos dois cônsules pudesse ser plebeu. | ” |
|   | — Lívio, Ab Urbe Condita VI, 4, 37. |   |